# Comuna Panaghiuriște, Pazardjik
Panaghiuriște (în bulgară Панагюрище) este o comună în regiunea Pazardjik, Bulgaria, formată din orașul Panaghiuriște și satele Banea, Elșița, Levski, Oboriște, Panaghiurski Kolonii, Poibrene, Popinți, Srebrinovo și Băta. 

## Demografie
Componența etnică a comunei Panaghiuriște
     Bulgari (91,14%)
     Nicio identificare (7,8%)
     Altele (1,04%)
La recensământul din 2011, populația comunei Panaghiuriște era de 25.263 locuitori. Din punct de vedere etnic, majoritatea locuitorilor (91,14%) erau bulgari. Pentru 7,8% din locuitori nu este cunoscută apartenența etnică.